# Batalla de Maloyaroslávets
La batalla de Maloyaroslavets fue una batalla que tuvo lugar el 24 de octubre de 1812 cerca de Maloyaroslavets durante la campaña de Rusia, enfrentando a la Grande Armée del emperador Napoleón I con el Ejército Imperial ruso de Alejandro I.

## Antecedentes
Tras haber decidido la invasión de Rusia en 1812, el Ejército francés de Napoleón se había adentrado en el territorio ruso, alcanzando incluso la ciudad de Moscú, la antigua capital del país (en esos momentos lo era San Petersburgo). A pesar de la creencia de Napoleón de que la ocupación de dicha ciudad comportaría la apertura de negociaciones y la rendición de Rusia ante Francia, dicha situación no se produjo.
A la llegada del invierno, consciente de la debilidad de la posición militar francesa y de la fragilidad de sus comunicaciones con la retaguardia francesa y con la propia Francia, lo que podía hacer que los países aliados circunstancialmente con Napoleón (especialmente Austria y Prusia) optasen por cambiar nuevamente de bando, Napoleón decidió replegar su Ejército hacia posiciones más favorables, pensando en todo momento en reemprender las operaciones militares en la primavera.
De este modo, dio inicio una retirada, que posteriormente derivó en un auténtico desastre militar, que acabó por engullir a la totalidad de la Grande Armée.

## La batalla
Manteniéndose al sur de Moscú, Kutúzov mantenía todavía bajo su mando a un ejército formado por 110 000 hombres, a la vez que el 3º Ejército ruso avanzaba hacia el norte amenazando las líneas de comunicaciones francesas en la región de Brest-Litovsk. Napoleón disponía en ese momento de menos de 100.000 hombres aptos para el combate, y sus suministros eran sumamente escasos. Decidió hacer avanzar a sus tropas hacia el sudoeste, en dirección hacia Kaluga, una ciudad emplazada en una región próspera, en la que esperaba encontrar abundancia de suministros para aprovisionar a sus tropas.
Decidió enviar en la vanguardia a su hijo adoptivo, Eugenio de Beauharnais, al mando de una fuerza compuesta por 15.000 hombres, para despejar la ruta de avance de las posibles unidades rusas que se encontrasen en ella.
El 24 de octubre, dicha vanguardia se acercó a la localidad de Maloyaroslavets, ubicada a 110 km al sudoeste de Moscú, decidida a tomar el control de un puente que se hallaba en su ruta, atravesando el río Luzha.
Una fuerza rusa formada por 20.000 bayonetas, que se hallaba bajo el mando de Dmitri Dojturov acababa de ocupar la ciudad pero, a pesar de hallarse en situación de inferioridad numérica, Eugenio decidió lanzar de inmediato una serie de asaltos con la finalidad de tomar dicho puente, estableciendo un punto de apoyo al otro lado del río.
El combate resultó intenso, de modo que el puente cambió de manos al menos siete veces antes de que Eugenio, haciendo intervenir en la lucha a sus últimas reservas, no lograse rechazar a las tropas rusas —que mientras tanto habían incluso recibido nuevos refuerzos— de las posiciones defensivas que ocupaban a inicio de la batalla. Las tropas rusas retrocedieron, pasando a ocupar las colinas que se extendían en el exterior de la ciudad.
El Ejército francés de Eugenio perdió unos 5.000 hombres, mientras que el Ejército ruso sufrió unas 6.000 bajas.
Al día siguiente, por la mañana, todavía se produjeron combates esporádicos entre ambos ejércitos, pero estos son más conocidos debido a que durante los mismos los cosacos estuvieron a punto de hacer prisionero al propio emperador. Tras este episodio, Napoleón decidió llevar consigo, alrededor del cuello, un saquito con veneno.
Ese mismo día, por otra parte, el emperador cambió su decisión en cuanto al camino a seguir durante la retirada, enviando su ejército al norte de los pantanos del río Prípiat, zona en la que el territorio había quedado devastado al ser aquel que los invasores habían tomado durante su avance hacia Moscú, y zona en la que, por lo demás, el invierno era más crudo, al estar situada más al norte.